# Mesaphyllum peruvianum
Mesaphyllum peruvianum är en insektsart som beskrevs av Piza Jr. 1971. Mesaphyllum peruvianum ingår i släktet Mesaphyllum och familjen vårtbitare. Inga underarter finns listade i Catalogue of Life.